# Зірченко Михайло Павлович
Михайло Павлович Зірченко (23 грудня 1927 — 4 лютого 2019, Ростов-на-Дону) — радянський і російський художник, який під час Голокосту разом з батьком Павлом Зірченком урятував групу з 32 євреїв.

## Біографія
Народився 23 грудня 1927 року в Українській РСР.
Село Благодатне Дніпропетровської області, в якому жила сім'я Зірченко, було окуповано німцями, але постійного гарнізону в ньому не було. Восени 1942 року до села прийшли 32 єврейські біженці, переважно жінки та діти з Єнакієва, яких Михайло з батьком ховали від німецьких облав. Михайло з дитинства добре малював і виготовив для євреїв підроблені посвідчення особи, які врятували їм життя.
Восени 1943 року, перед звільненням села Михайло потрапив в облаву, німці ловили і забирали всіх чоловіків та підлітків, які могли б приєднатись до наступаючого радянського війська. Разом із двоюрідним братом Сергієм був спійманий і спрямований в табір для військовополонених на станції біля села Лошкарівка. Пробувши там близько місяця, Михайло з братом втекли під час одного з авіанальотів радянської авіації. Добравшись додому і підлікувавшись, в 1944 році 17-річний юнак був мобілізований в РККА і відправлений на фронт. Після закінчення Великої Вітчизняної війни взяв участь в радянсько-японській війні і демобілізувався тільки через сім років. Був нагороджений медалями.
По закінченню війни Михайло Зірченко навчався в Строгановському училищі в Москві (нині Московська художньо-промислова академія імені С. Г. Строганова ). Потім він закінчив Греківське училище в Ростові-на-Дону, де і залишився жити.
Працював в Ростовському художньому фонді в відділі монументальних робіт. Дружина - Лідія Михайлівна, технолог-харчовик; син Олександр - військовий, майор.
Звання Праведника народів світу Михайло Павлович отримав на церемонії, організованій Яд Вашем 16 листопада 2004 року в Москві. 21 січня 2020 року в рамках «Тижня пам'яті жертв Голокосту» в Москві на мультимедійній виставці «Рятівники» його подвигу був присвячений окремий стенд експозиції. В РФ вшановується як один із небагатьох російських праведників народів світу. В Україні, в селі Благодатне на честь батька та сина названа вулиця Родини Зірченків. 
Помер 4 лютого 2019 року в Ростові-на-Дону.